# Catherine Jérémie
Catherine Jérémie (pokřtěna 22. září 1664, Québec; pohřbena 1. července 1744, Montréal) byla porodní asistentka a botanička z Nové Francie.

## Život
Catherine Jérémie byla jedním ze čtrnácti dětí tlumočníka Noëla Jérémieho a Jeanne Pelletier. 28. ledna 1681 se ve svých šestnácti letech provdala za Jacquese Aubuchona, se kterým měla dceru. Její druhé manželství bylo s právníkem a královským notářem Michelem Lepailleurem de Laferté, se kterým měla jedenáct dcer a tři syny.
Na podzim 1702 se s rodinou přestěhovala do Montrealu, kde se věnovala porodní asistenci a botanice. Francouzská akademie věd měla v té době za cíl katalogizaci kanadské fauny. Jérémie k tomuto výzkumu přispívala zasíláním květin. Jelikož se také zajímala o lékařství původních obyvatel, k odeslaným rostlinám přidávala také poznámky o jejich lékařském využití.
Catherine Jérémie zemřela v Montrealu v roce 1744.